# Bitva o Cholet
Bitva o Cholet byla jednou z bitev francouzských revolučních válek konkrétně vzpoury ve Vendée. Bitva se odehrála 17. října 1793 mezi francouzskou republikánskou armádou vedenou generálem Léchellem a Kléberem a royalisty vedenými Mauricem d'Elbée u města Cholet v departementu Mayenne-et-Loire. Skončila vítězstvím republikánů. Velitel royalistů Gigot d'Elbée byl v bitvě těžce raněn a vyřazen z boje, v lednu 1794 byl zajat a popraven. Další vůdce royalistů markýz de Bonchamps byl v bitvě smrtelně raněn a zemřel druhý den.